# Судаков Георгій Вікторович
Георгій Вікторович Судаков (нар. 1 вересня 2002, Брянка, Луганська область, Україна) — український футболіст, півзахисник донецького «Шахтаря» та збірної України. Бронзовий призер і найкращий бомбардир молодіжного чемпіонату Європи 2023 у складі збірної України U-21.

## Клубна кар'єра
Почав займатися футболом в дитячо-юнацькій школі брянківського «Сокола». У 2014 році в складі команди харківської школи № 20 виступав на турнірі «Шкіряний м'яч Кубок Coca-Cola» U-12, де став переможцем у вправі з жонглювання м'ячем. У дитячо-юнацькій футбольній лізі України виступав за харківський «Металіст» (2013—2016) і донецький «Шахтар» (2017—2019). У сезоні 2018/19 років разом з «гірниками» став чемпіоном України серед гравців до 17 років та визнаний найкращим гравцем фінального турніру. Окрім цього, за підсумками сезону Георгія Судакова визнали найкращим гравцем атакуючого плану серед гравців 2002 року народження.
У сезоні 2018/19 дебютував в чемпіонаті України серед юнацьких команд, а в наступному сезоні — в молодіжній першості країни.
19 вересня 2018 року дебютував в юнацькій лізі чемпіонів у матчі проти німецького «Гоффенгайма» (1:2).
Напередодні матчу 21 жовтня 2020 року в рамках групового раунду Ліги чемпіонів проти мадридського «Реала» група гравців «Шахтаря» вибули через зараження на COVID-19 і не змогли взяти участь в поєдинку. В результаті цього головний тренер «гірників» Луїш Каштру включив Судакова в заявку на гру. На поле 18-річний дебютант вийшов у кінці поєдинку замість Дентіньйо.
В кінці 2023 року в ЗМІ з'явилися чутки про можливий перехід Георгія в «Ювентус».
За результатами опитування Георгія Судакова було визнано найкращим гравцем 2023 року у «Шахтарі».

## Кар'єра в збірній
Зіграв у першому офіційному матчі юнацької збірної України U-15 років проти Чехії, який відбувся 23 травня 2017 роки (0:1). У складі юнацької збірної U-16 у травні 2018 року став переможцем турніру Міляна Мілянича в Сербії.
У складі юнацької збірної України U-17 під керівництвом головного тренера Володимира Єзерського став переможцем меморіалу Баннікова в серпні 2018 року. У складі юнацької збірної України U-17 провів 6 матчів та відзначився 4 голами (трьома — Гібралтару та одним — Боснії і Герцеговині) на відбірковому турнірі до чемпіонату Європи 2019 року.
У жовтні 2020 року головний тренер молодіжної збірної України Руслан Ротань викликав Судакова на матчі відбіркового турніру чемпіонату Європи 2021. Проте, зіграти за молодіжку Судакова не вдалося, оскільки перед грою у нього виявили COVID-19.
15 листопада 2020 року отримав виклик в національну збірну України, разом з Олександром Назаренком та Сергієм Булецою, через травми Олександра Зінченка та Руслана Маліновського. У травні 2021 року отримав виклик до табору збірної України для підготовки до чемпіонату Європи. Дебютував у складі збірної 23 травня 2021 року у товариському матчі проти збірної Бахрейну (1:1). 1 червня 2021 року Судакова включили до заявки національної збірної для участі у чемпіонаті Європи.

## Статистика

### «Клубна статистика»
Станом на 24 травня 2025 року
| Сезон              | Команда            | Чемпіонат          | Чемпіонат | Чемпіонат | Кубок країни | Кубок країни | Кубок країни | Континентальні кубки | Континентальні кубки | Континентальні кубки | Інші змагання | Інші змагання | Інші змагання | Усього | Усього |
| Сезон              | Команда            | Ліга               | Ігор      | Голів     | Ліга         | Ігор         | Голів        | Ліга                 | Ігор                 | Голів                | Ліга          | Ігор          | Голів         | Ігор   | Голів  |
| ------------------ | ------------------ | ------------------ | --------- | --------- | ------------ | ------------ | ------------ | -------------------- | -------------------- | -------------------- | ------------- | ------------- | ------------- | ------ | ------ |
| 2020/21            | «Шахтар»           | ПЛ                 | 10        | 1         | КУ           | 1            | 0            | ЛЧ/ЛЄ                | 1+2                  | 0                    | СКУ           | 0             | 0             | 14     | 1      |
| 2021/22            | «Шахтар»           | ПЛ                 | 10        | 4         | КУ           | 1            | 0            | ЛЧ                   | 3                    | 0                    | СКУ           | 0             | 0             | 14     | 4      |
| 2022/23            | «Шахтар»           | ПЛ                 | 29        | 5         | —            | —            | —            | ЛЧ/ЛЄ                | 6+4                  | 0                    | —             | —             | —             | 39     | 5      |
| 2023/24            | «Шахтар»           | ПЛ                 | 23        | 6         | КУ           | 3            | 2            | ЛЧ/ЛЄ                | 6+2                  | 1+1                  | —             | —             | —             | 34     | 10     |
| 2024/25            | «Шахтар»           | ПЛ                 | 25        | 13        | КУ           | 4            | 0            | ЛЧ                   | 8                    | 2                    | —             | —             | —             | 37     | 15     |
| Усього за «Шахтар» | Усього за «Шахтар» | Усього за «Шахтар» | 97        | 29        |              | 9            | 2            |                      | 32                   | 4                    |               | 0             | 0             | 138    | 35     |

### Матчі за збірну
Станом на 7 червня 2025 року
| Дата       | Місто       | Господарі            | Результат | Гості              | Турнір                                    | Голи | Примітки |
| ---------- | ----------- | -------------------- | --------- | ------------------ | ----------------------------------------- | ---- | -------- |
| 23-05-2021 | Харків      | Україна              | 1 – 1     | Бахрейн            | товариський матч                          | -    | 46'      |
| 03-06-2021 | Дніпро      | Україна              | 1 – 0     | Північна Ірландія  | товариський матч                          | -    | 72'      |
| 07-06-2021 | Харків      | Україна              | 4 – 0     | Кіпр               | товариський матч                          | -    | 67'      |
| 26-03-2023 | Лондон      | Англія               | 2 – 0     | Україна            | Відбір до ЧЄ 2024                         | -    |          |
| 12-06-2023 | Бремен      | Німеччина            | 3 – 3     | Україна            | товариський матч                          | -    |          |
| 16-06-2023 | Скоп'є      | Північна Македонія   | 2 – 3     | Україна            | Відбір до ЧЄ 2024                         | -    |          |
| 19-06-2023 | Трнава      | Україна              | 1 – 0     | Мальта             | Відбір до ЧЄ 2024                         | -    |          |
| 09-09-2023 | Вроцлав     | Україна              | 1 – 1     | Англія             | Відбір до ЧЄ 2024                         | -    | 65'      |
| 12-09-2023 | Мілан       | Італія               | 2 – 1     | Україна            | Відбір до ЧЄ 2024                         | -    |          |
| 14-10-2023 | Прага       | Україна              | 2 – 0     | Північна Македонія | Відбір до ЧЄ 2024                         | 1    | 87'      |
| 17-10-2023 | Та-Калі     | Мальта               | 1 – 3     | Україна            | Відбір до ЧЄ 2024                         | -    | 67'      |
| 20-11-2023 | Леверкузен  | Україна              | 0 – 0     | Італія             | Відбір до ЧЄ 2024                         | -    |          |
| 21-03-2024 | Зениця      | Боснія і Герцеговина | 1 – 2     | Україна            | Відбір до ЧЄ 2024                         | -    |          |
| 26-03-2024 | Вроцлав     | Україна              | 2 – 1     | Ісландія           | Відбір до ЧЄ 2024                         | -    |          |
| 03-06-2024 | Нюрнберг    | Німеччина            | 0 – 0     | Україна            | товариський матч                          | -    | 73'      |
| 07-06-2024 | Варшава     | Польща               | 3 – 1     | Україна            | товариський матч                          | -    | 81'      |
| 11-06-2024 | Кишинів     | Молдова              | 0 – 4     | Україна            | товариський матч                          | 1    |          |
| 17-06-2024 | Мюнхен      | Румунія              | 3 – 0     | Україна            | ЧЄ 2024 - груповий етап                   | -    | 83'      |
| 21-06-2024 | Дюссельдорф | Словаччина           | 1 – 2     | Україна            | ЧЄ 2024 - груповий етап                   | -    |          |
| 26-06-2024 | Штутгарт    | Україна              | 0 – 0     | Бельгія            | ЧЄ 2024 - груповий етап                   | -    |          |
| 07-09-2024 | Прага       | Україна              | 1 – 2     | Албанія            | Ліга націй УЄФА 2024—2025 - груповий етап | -    | 72'      |
| 10-09-2024 | Прага       | Чехія                | 3 – 2     | Україна            | Ліга націй УЄФА 2024—2025 - груповий етап | 1    | 68' 70'  |
| 11-10-2024 | Познань     | Україна              | 1 – 0     | Грузія             | Ліга націй УЄФА 2024—2025 - груповий етап | -    | 90'      |
| 14-10-2024 | Вроцлав     | Україна              | 1 – 1     | Чехія              | Ліга націй УЄФА 2024—2025 - груповий етап | -    |          |
| 16-11-2024 | Батумі      | Грузія               | 1 – 1     | Україна            | Ліга націй УЄФА 2024—2025 - груповий етап | -    | 86'      |
| 19-11-2024 | Тирана      | Албанія              | 1 – 2     | Україна            | Ліга націй УЄФА 2024—2025 - груповий етап | -    |          |
| 20-03-2025 | Марбелья    | Україна              | 3 – 1     | Бельгія            | Ліга націй УЄФА 2024—2025 - плей-оф       | -    |          |
| 23-03-2025 | Генк        | Бельгія              | 3 – 0     | Україна            | Ліга націй УЄФА 2024—2025 - плей-оф       | -    | 69'      |
| 07-06-2025 | Торонто     | Канада               | 4 – 2     | Україна            | товариський матч                          | -    |          |
| Усього     |             | Матчів               | 29        |                    | Голів                                     | 3    |          |

| Дата       | Місто         | Господарі          | Результат | Гості              | Турнір                              | Голи | Примітки |
| ---------- | ------------- | ------------------ | --------- | ------------------ | ----------------------------------- | ---- | -------- |
| 13-11-2020 | Та-Калі       | Мальта             | 1 – 4     | Україна            | Кваліфікація молодіжного Євро-2021  | -    | 72'      |
| 24-03-2021 | Анталія       | Україна            | 1 – 2     | Болгарія           | Товариський матч                    | -    | 63'      |
| 27-03-2021 | Анталія       | Україна            | 1 – 1     | Узбекистан         | Товариський матч                    | -    | 69'      |
| 03-09-2021 | Стара Пазова  | Сербія             | 0 – 1     | Україна            | Кваліфікація молодіжного Євро-2023  | -    | 90'      |
| 07-09-2021 | Ковалівка     | Україна            | 2 – 1     | Вірменія           | Кваліфікація молодіжного Євро-2023  | -    |          |
| 08-10-2021 | Брест         | Франція            | 5 – 0     | Україна            | Кваліфікація молодіжного Євро-2023  | -    | 59' 30'  |
| 12-10-2021 | Запоріжжя     | Україна            | 1 – 0     | Фарерські острови  | Кваліфікація молодіжного Євро-2023  | -    | 70'      |
| 11-11-2021 | Скоп'є        | Північна Македонія | 1 – 1     | Україна            | Кваліфікація молодіжного Євро-2023  | -    | 81'      |
| 16-11-2021 | Львів         | Україна            | 2 – 1     | Сербія             | Кваліфікація молодіжного Євро-2023  | 1    | 83'      |
| 01-06-2022 | Торсгавн      | Фарерські острови  | 0 – 4     | Україна            | Кваліфікація молодіжного Євро-2023  | 1    | 76'      |
| 05-06-2022 | Стамбул       | Україна            | 4 – 0     | Північна Македонія | Кваліфікація молодіжного Євро-2023  | 1    | 86'      |
| 09-06-2022 | Стамбул       | Україна            | 3 – 3     | Франція            | Кваліфікація молодіжного Євро-2023  | -    |          |
| 12-06-2022 | Єреван        | Вірменія           | 0 – 2     | Україна            | Кваліфікація молодіжного Євро-2023  | -    | 46'      |
| 23-09-2022 | Жиліна        | Словаччина         | 3 – 2     | Україна            | Кваліфікація молодіжного Євро-2023  | -    |          |
| 27-09-2022 | Бельсько-Бяла | Україна            | 3 – 0     | Словаччина         | Кваліфікація молодіжного Євро-2023  | -    |          |
| 21-06-2023 | Бухарест      | Україна            | 2 – 0     | Хорватія           | Молодіжне Євро-2023 - груповий етап | -    | 83'      |
| 24-06-2023 | Бухарест      | Румунія            | 0 – 1     | Україна            | Молодіжне Євро-2023 - груповий етап | -    |          |
| 27-06-2023 | Бухарест      | Іспанія            | 2 – 2     | Україна            | Молодіжне Євро-2023 - груповий етап | 1    | 73'      |
| 02-07-2023 | Клуж-Напока   | Франція            | 1 – 3     | Україна            | Молодіжне Євро-2023 - чвертьфінал   | 2    |          |
| 05-07-2023 | Бухарест      | Іспанія            | 5 – 1     | Україна            | Молодіжне Євро-2023 - півфінал      | -    |          |
| Усього     |               | Матчів             | 20        |                    | Голів                               | 6    |          |

## Титули та досягнення
«Шахтар»
- Чемпіон України: 2022/23, 2023/24
- Володар Кубка України: 2023/24, 2024/25
- Володар Суперкубка України: 2021

Молодіжна збірна України
- Бронзовий призер молодіжного чемпіонату Європи: 2023